# D'espairsRay
D'espairsRay, anciennement stylisé DéspairsRay ou +DéspairsRay+, est un groupe japonais de metal industriel teinté de visual kei. Formé en 1999, le groupe se sépare en 2011, et se reforme très brièvement pour un concert en 2014.
Musicalement, la formation opte pour une musique de metal industriel, de nu metal et de rock alternatif, teintée d'éléments de musique électronique et de pop.

## Historique

### Débuts (1999–2001)
Le groupe est formé le 9 septembre 1999. Leur premier concert se déroule le 24 septembre, lors d'un événement au Takadanobaba Area. Le premier maxi-single du groupe met du temps à arriver. C'est chose faite le 21 octobre 2000. Il se nomme Kumo. Le CD est réédité le 1er avril 2001, date à laquelle est mis en vente un deuxième maxi-single Genwaku. La première édition de seulement 1 000 exemplaires est entièrement écoulée, rien que par réservation. Une seconde presse est alors mise en vente le jour même pour répondre aux nombreuses demandes.
Le 27 juillet 2001 voit arriver -TERRORS-, le premier mini-album. Il est suivi le 29 août du premier concert du groupe. Il se tiendra au Takadanobaba Area, celui-ci s'intitule Sixth Terror. 300 personnes assistent à ce premier opus.

### Succès (2002–2004)
En février 2002, ils entament une tournée de douze dates dans tout le pays, celle-ci se nomme Tour Mania Theater. Le 29 mai se tient le deuxième concert de la formation, il est organisé à l'On Air West devant 500 personnes. En juin arrive Sexual Beast, un nouveau maxi-single, suivi d'une seconde presse le mois suivant. 2003 démarre avec le troisième concert du groupe, Nugimasu qui a lieu au Shibuya On Air West. Peu de temps après, le 7 février, le groupe organise un concert gratuit au Meguro Live Station.
Le 12 février 2003 sort MaVERiCK, un nouveau maxi-single qui est suivi d'une tournée de huit mois et de 21 dates, nommée Pregnancy Eight Month. Le 26 mars 2003 sort la seconde presse de MaVERiCK. Le 27 avril, le groupe fait un nouveau concert au Shinjuku Liquid Room, salle qui contient 600 personnes. Peu de temps après il participe à l'événement Stylish Wave '03 Mega force. Les membres jouent avec des groupes comme Laputa, Vogus Image ou encore Stray Pig Vanguard. Le 19 juin 2003, le groupe donne un concert avec le groupe Schwarz Stein, du label MidiNette, au Takadanobaba Area. Le 12 novembre sort Garnet, un nouveau maxi-single classé premier au Top Oricon Indies. Le 28 décembre 2003, le groupe participe au Beauti-Fools Fest 03, événement organisé par le magazine Fools Mate. Il fait participer des groupes comme deadman, Merry, the GazettE, MUCC, Miyavi. Le 31 décembre a lieu le Stylish Wave Count Down 03/04 au Yokohama Aka Renga Kurakura Ichi Gô kan 3F Hall, et le Final 03 au Takadanobaba Area.
L'année 2004 débute par la tournée Garnet~ sennoushite XX he.. Elle prend fin le 18 janvier par un final au Tokyo Kinema Gakubu qui est très normalement affiché complet. Le 28 avril sort dans les bacs, le nouveau mini album du groupe, Born, celui-ci est très vite affiché complet, c'est donc normal de voir arriver la seconde presse le 21 juillet. Gemini, un nouveau maxi-single sort le 1er septembre. Ce même mois, le groupe donne trois concerts conceptuels, Bloody Marry Day, Furachi na toiki Day et Murder Day. Octobre 2004 voit la venue du groupe en Europe. Il sort du Japon pour entamer une tournée européenne nommée Wollust Ward dem Wurm Gegeben avec une date à Berlin en Allemagne mais aussi à Paris, concert couvert par un reportage sur Arte[réf. nécessaire].

### Coll:set(2005–2007)
Le 1er avril 2005 est mis en vente un DVD live intitulé Murder Day. Ce DVD est mis en vente exclusivement par correspondance. Puis la formation annonce la sortie de leur premier album studio, intitulé Coll:set, qui sort le 29 juin, empruntant divers codes à la musique électronique, d'éléments dub, du nu metal gothique et du metal industriel. Il atteint la 97e place du classement Oricon. Du 6 octobre au 23 octobre 2005, le groupe fait une tournée en concert avec kagerou, la mini tournée compte uniquement trois dates.
L'année 2006 passe, le quatuor ne sort qu'un maxi-single, Kogoeru Yoru ni Saita Hana, qui, par ailleurs, démontre une nouvelle expérimentation du groupe, qui poursuit la continuité de l'album Coll:set en trois titres. En parallèle sort un DVD live, Liquidize comportant une nouvelle chanson intitulée Closer to Ideal.

### MIЯROR(2007–2009)

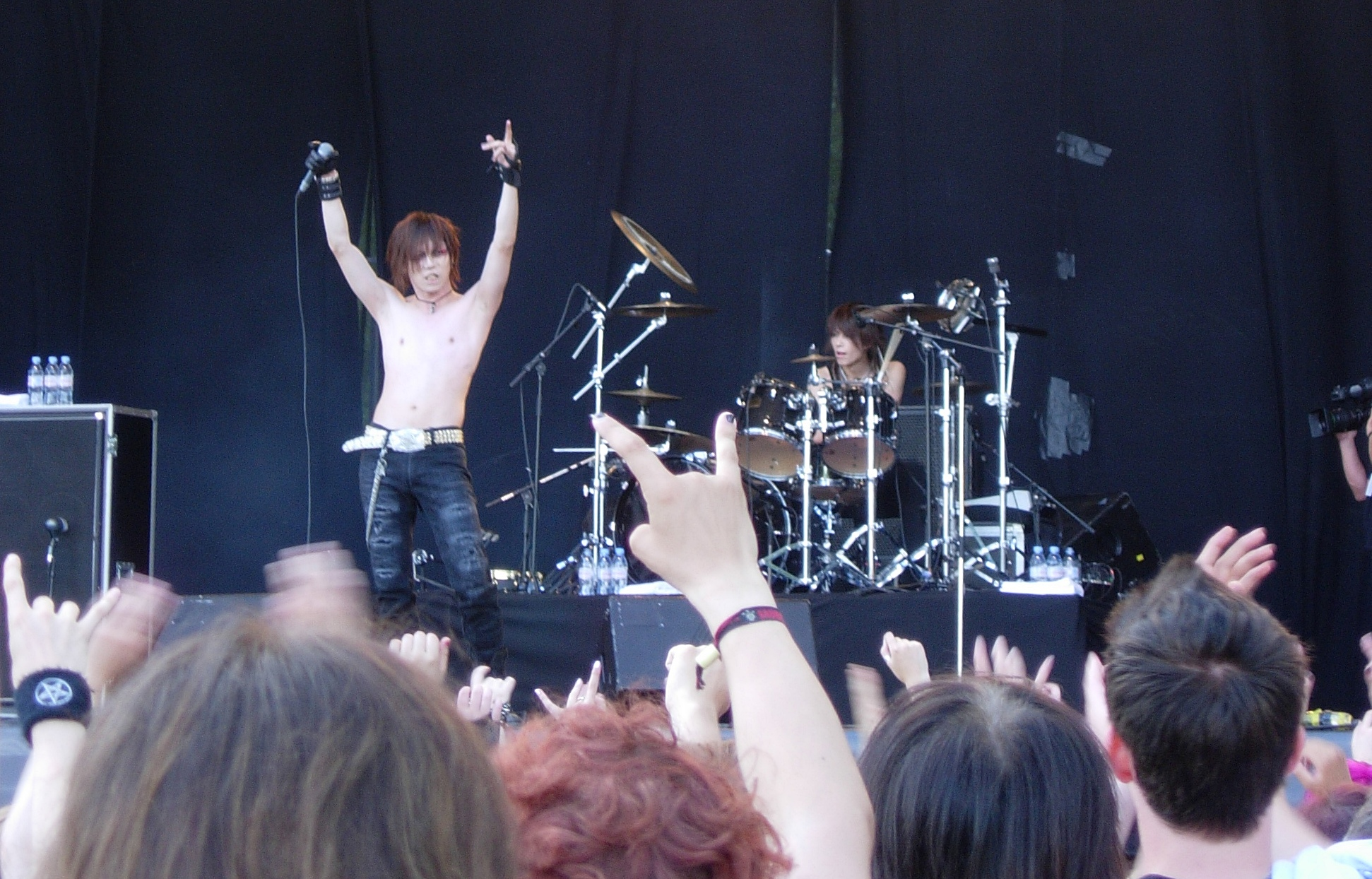
Hizumi et Tsukasa au Ruisrock en 2007.

Le 14 mars 2007, le groupe publie le maxi Squall suivi le 11 avril 2007 de leur deuxième album studio MIЯROR. En septembre 2007, le groupe sort le DVD live du concert final de sa dernière tournée Spiral Staircase #15.
En mars 2008, le groupe sort un nouveau single deux titres nommé Brilliant et participe au festival Taste of Chaos aux États-Unis notamment aux côtés de MUCC, Bullet for My Valentine, Avenged Sevenfold où le groupe joue une de leurs nouvelles compositions, Kamikaze, single sorti en août 2008, suivi du maxi-single Horizon sorti le 3 décembre.
Le groupe termine l'année 2008 dans une petite tournée qui occupera tout leur mois de décembre pour promouvoir leur nouveau single, tournée dénommée Road to Blitz. Sur les six dates, quatre sont directement vendus à guichet fermé, puis jouent leur prestation finale de 2008 le 30 décembre au Yokohama Blitz.

### Redeemer(2009–2010)
Le nouvel album, intitulé Redeemer, sort le 11 mars 2009, suivi de la tournée japonaise Psychedelic Parade du 25 mars au 31 mai 2009.
Un nouveau single, intitulé Final Call, est prévu pour la dix ans du groupe le 9 septembre 2009. En fin de l'année 2009 sort un best-of intitulé Immortal, compilant une quinzaine de morceaux choisis par le groupe, issus de leur période sous label indépendant, dans le but de réaliser une chronologie dans leur évolution (1998-2008). De plus en parallèle un DVD live, Closer to Ideal - Brandnew Scene, retrace le concert anniversaire de la décennie pour le quatuor.
Aun début de 2010, le groupe annonce un retour au printemps avec une nouvelle chanson, Love is Dead. Le single sort le 14 avril 2010, et contient en plus de la chanson éponyme, deux faces B, Wedicine et Crossed Arrows produit par Toshiyuki Kishi[réf. nécessaire]. Le groupe multiplie les annonces comme celle d'un coupling live aux côtés de MUCC à Taïwan courant mars 2010, la sortie de leur best-of Immorta en Europe qui sera accompagnée d'un DVD live inédit et exclusif à la sortie européenne Spiral Staircase ： Outflies. Les Japonais ont également le droit à un évent sur deux jours, les 23 et 24 avril, pour les premiers concerts de D'espairsRay à la suite de la sortie de Love is Dead. Dans la même lancée, le groupe annonce une tournée mondiale qui se tiendra dans les environs du mois de septembre de l'année 2010.
Love is Dead sort le 14 avril, album suivi de la tournée mondiale Human-clad Monsters, durant laquelle ils jouent aux États-Unis, en Russie, Allemagne, Hongrie, Pologne, Italie, et en France pour le grand final, ainsi que la première fois au Canada.

### Monsterset séparation (2010–2011)
Lors de l’événement des 23 et 24 avril 2010 est annoncée la sortie du nouvel album du groupe qui se fera durant le mois de juillet 2010.
L'album s'intitule Monsters et contient 10 titres dont Final Call et Love is Dead. Les membres du groupe parlent de Monsters comme étant un album d'un nouveau genre de la musique rock ; du « digital metal ».
En lançant la phase européenne de la tournée mondiale, le groupe annonce une pause à durée indéterminée, afin de permettre à Hizumi de soigner une infection des cordes vocales qu'il n'a jamais pris le temps de soigner de façon assidue. Selon les quatre membres, cette pause aura une durée minimum allant de six mois à un an[réf. nécessaire]. Le groupe décide de finalement se séparer le 15 juin, en raison des cordes vocales du chanteur.

### Post–D'espairsRay et concert (2011–2014)
Hizumi lance une société appelée Umbrella, dans laquelle il travaille dans le design. Il annonce également un projet musical à venir. Karyu se joint à Angelo en août 2011, qui comprend Kirito, Kohta, Takeo (tous les trois anciens membres de Pierrot) et Giru (ex-Vidoll). Le 24 août 2011, Zero et Tsukasa forment The Micro Head 4N's avec Kazuya et Shun (ex-Fanatic Crisis), et Ricky (Dasein). Ils donnent leur premier concert le 1er décembre au Shibuya O-East.
Tsukasa se lance aussi dans une carrière solo comme chanteur enka en 2014. Il est connu comme le premier chanteur enka visual kei sous le nom de Tsukasa Mogamigawa (最上川　司). D'espairsRay se réunit pour une performance à l'événement Intersection of Dogma d'Angelo le 29 juillet 2014 au Zepp Diver City, qui fait participer Rize, lynch. et Fake?.

## Membres
- Hizumi – chant
- Karyu – guitare, programmation, chœurs
- Zero – basse, chœurs
- Tsukasa – batterie, percussions, programmation

## Discographie

### Albums studio
- 2005 : Coll:set
- 2007 : MIЯROR
- 2009 : Redeemer
- 2010 : Monsters

### EP
- 2001 : Terrors
- 2004 : Born
- 2009 : Immortal
- 2011 : Antique

### Maxi-singles
- 2000 : Kumo
- 2001 : Sixth Terrors
- 2001 : Genwaku
- 2002 : Itanji
- 2002 : ori no naka de miru yume
- 2002 :  Sexual Beast
- 2003 : Garnet
- 2003 : MaVERiCK
- 2004 : -Gemini-
- 2006 : Kogoeru Yoru ni Saita Hana
- 2007 : Squall
- 2008 : Horizon
- 2008 : Kamikaze
- 2008 : Brilliant
- 2009 : Final Call
- 2010 : Love is Dead

### Démos
- 1999 : [ao]
- 2000 : Razor
- 2000 : Sakura
- 2000 : 「S」yste「M」
- 2002 : Ura mania Theater

### Omnibus
- 2002 : Shock Edge 2002 (album)
- 2002 : Shock Jam CD Édition.1 (mini-album)

## Vidéographie

### DVD
- 2004 : Murder Day (concert)
- 2006 : Liquidize (concert)
- 2006 : The world outside the cage (documentaire)
- 2007 : Spiral Staircase #15 Final (concert)
- 2009 : Closer to ideal -Brandnew scene- (concert)
- 2010 : Spiral Staircase ： Outflies (concert)
- 2011 : Human-clad Monsters - Final (à Yokohama Blitz)

### VHS
- 2002 : Ura video (clip)

### Photobook
- Liquidize  (2005-2006, distribué en tournée incluant un CD comprenant la chanson Closer to Ideal)